# Prosopocera spinales
Prosopocera spinales là một loài bọ cánh cứng trong họ Cerambycidae.